# (16487) 1990 RV5
A (16487) 1990 RV5 a Naprendszer kisbolygóövében található aszteroida. Henri Debehogne fedezte fel 1990. szeptember 8-án.